# Юрій Фельтен
 Юрій Фельтен (нім. Georg Friderick Velten 1730 — 1801) — перероблене на російський лад ім'я петербурзького архітектора другої половини 18 століття, представника стилів рококо і раннього класицизму. Займався також графікою.

## Ім'я
Походить з родини петербурзьких німців. Його німецьке ім'я — Georg Friderick Veldten. Життя в Росії і намагання «натуралізувати», підлагодити своє ім'я під російське призвели до яви підпису " Є. Фельтенъ "(німецьке Georg переробили на Єгорій, а Єгорій на Юрій.) Аби остаточно наблизити його ім'я до російських, переробили і по батькові. В російській літературі його пишуть як Юрій Матвійович Фельтен, хоча батько був Матіас і Матвієм не називався.

## Життєпис. Ранні роки
Походить з родини петербурзьких німців, в родині було двоє дочок і два сини. Батько, Матіас Фельтен, був економом у Петербурзької Академії наук і перебрався сюди з Німеччини. Родина мешкала в Німецькій слободі Санкт-Петербурга неподалік Мільйонної вулиці.
У 1736 році Матіас помер. Головою родини став зять Матіаса — член Петербурзької Академії наук, фізик Г.-В. Крафт (1701 — 1754), чоловік старшої сестри Юрія Фельтена. У 1744 році Крафт повернувся в Німеччину, де отримав посаду викладача у Тюбінгенському університеті. У 1745 році до нього перебралася уся родина Фельтенів разом з 14-річним Георгом — Юрієм. По закінченні гімназії Георг (Юрій) став студентом Тюбінгенського університету, де опановував математику і фізику. На відміну від багатьох німців, Георг (Юрій) не побажав стати військовим чи фортифікатором, хоча ці посади добре оплачували. Він зажадав стати цивільним архітектором і виявив наполегливість у отриманні цього фаху.
Вже у 1749 році Георг (Юрій) повернувся до Петербургу, де подав клопотання про зарахування до навчального закладу при Петербурзькій Академії наук. Він писав, що бажав би продовжити там вивчення математичних наук та цивільної архітектури «своїм коштом».

## Архітектурна палата
При Петербурзькій Академії наук була створена Архітектурна палата (клас), для якої створили відповідну навчальну програму. Викладачі Георга (Юрія) -
- професор, математик і фізик Г.-Б. Ріхман (1711 — 1763)
- скульптор Йоган Дункер (1714 — 1795)
- архітектор Йоган Шумахер ()
- художник Джузеппе Валеріані(1708 ? — 1761)

Фельтен закінчив курс і отримав добрий атестат.

## Архітектурна діяльність. Початок
- У 1752 році Георг (Юрій) Фельтен став помічником архітектора при Академії наук з платнею 150 руб. на рік. Почав працювати разом з малювальником М. Махаєвим над гравюрою «Панорама Кронштадту», а в Географічному департаменті — над «генеральною і спеціальною Російської імперії картою», адже знався на техніці гравюри. Сам напросився в команду надвірного архітектора Вартоломея Растреллі, аби мати практику, де почав працювати безкоштовно. Растреллі, сам видатний майстер креслень архітектора, оцінив німецьку старанність Георга Фельтена і у 1756 році сприяв його зарахуванню креслярем у свою команду.

## Нове призначення

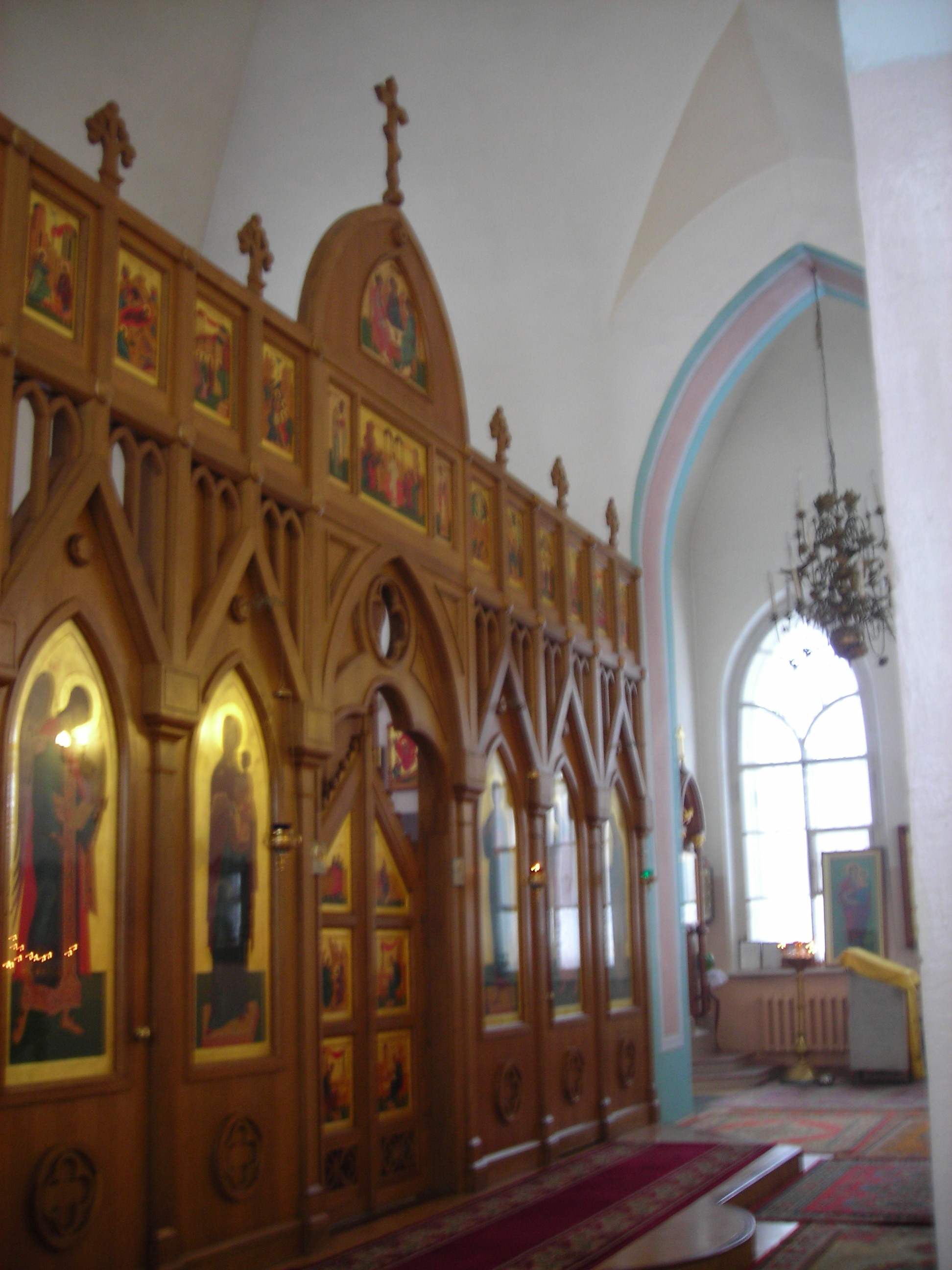
Іконостас у готичних формах, Кам'яноостровська церква, Петербург.

Після чергового палацового перевороту у 1762 р. трон посіла Катерина ІІ, німкеня за походженням. Вона швидко позбавлялася від оточення вельмож покійної Єлизавети Петрівни, стосунки з якою були поганими. Відсторонення від будівництва отримав і архітектор Растреллі, а через рік імператриця звільнила його взагалі без забезпечення пенсією. У спадок від Єлизавети Петрівни і Растреллі Катерина ІІ отримала недобудований Зимовий палац. На вивільнені місця нова імператриця ставить « своїх людей». Вільне місце архітектора Катерина ІІ передала німцю Фельтену, якому і доручила добудову Зимового палацу. Так майстер значно меншого обдарування(ніж Растреллі) і архітектурного досвіду випадково зробив вдалу кар'єру.
Катерина у 1762 р. відбула на коронацію у Москву, а Фельтен почав добудови зимової резиденції та створення її інтер'єрів. Він працює поряд з французом Валлєн Деламотом, якого привітала нова імператриця. Апартаменти для неї декорував Валлєн Деламот. Фельтен виконував проєкти інтер'єрів на половині спадкоємця престолу — принца Павла (декор стелі і стін, паркети, декоративні каміни, печі). Плафони в залах створив художник Стефано Тореллі. Фельтен — наглядач за ходом робіт та їх якістю. Власні проєкти він підписує « G. Velten». А пізніше з'явилася і русифікована форма підпису «Архитекторъ Е. Фельтенъ».
У 1767 р. Фельтен брав участь в конкурсі на оздоблення Тронної зали Зимового палацу, але його проєкт відхилили. Декілька років він працюватиме по реалізації проєктів француза Валлєн Деламота, більш швидкого, продуктивного і сміливого. Саме Фельтен вибудував Малий Ермітаж за проєктом Валлєн Деламота, що дав назву всесвітньо відомому російському музею. А при нагоді робив там добудови галерей, манеж та кухні.

## Нова стилістика

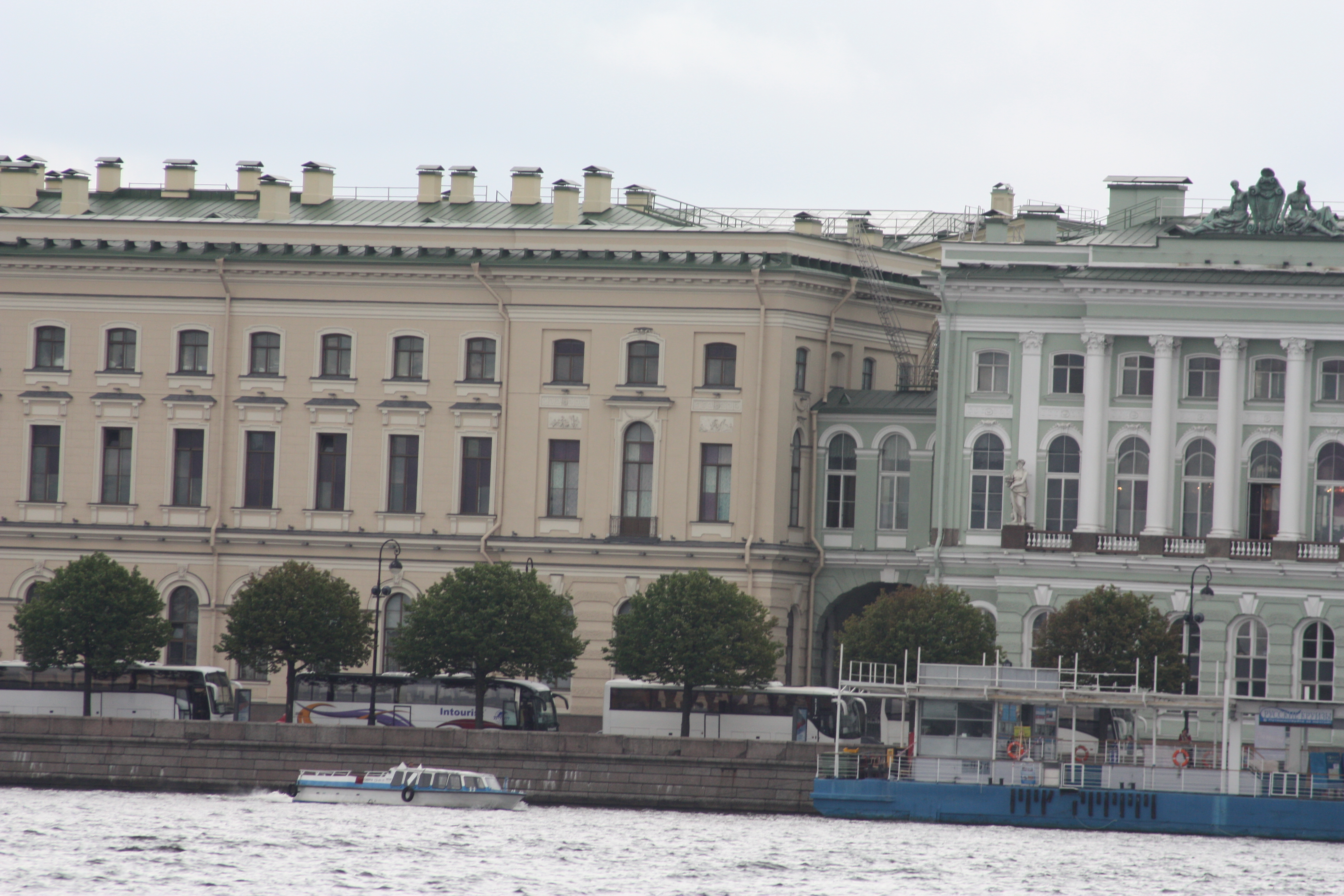
Малий Ермітаж, проєкт Валлєн Деламота. Старий Ермітаж. Обидві споруди будував Фельтен.

Імператриця Катерина ІІ робила усе можливе для відходу від стилю бароко, пов'язаного у її очах з добою Єлизавети Петрівни. Почалася могутня офіційна підтримка модного стилю класицизм (що йшов з Франції), і який імператриця зажадала зробити ознакою власного царювання, іміджем своєї доби. До того ж, класицизм реально нагадував архітектуру імператорського Риму і Македонії часів Олександра Македонського. Цієї стилістики Катерина буде дотримуватись десятиліттями. Але в інтер'єрах не відмовляється від пишноти, нехай і більш стриманої. Активно використовуються речі доби бароко і рококо, стилі шинуазрі і класицизм. До нових вимог імператриці підтяглися усі архітектори і декоратори. Серед них і скромний Фельтен.

## Особливості проєктування Фельтена

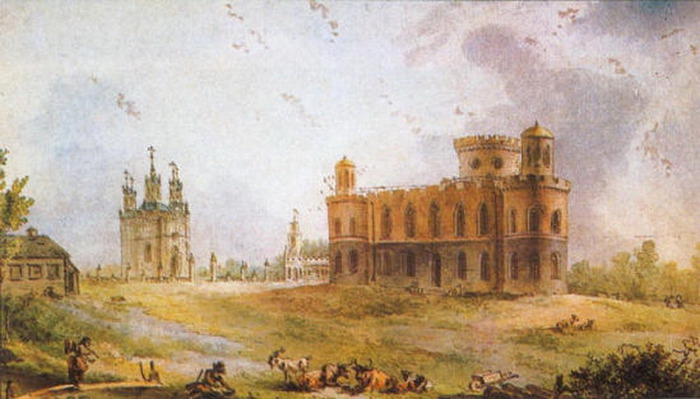
Худ. Ж. Б. де ла Траверс. Чесменський палац і церква. 1780 рр.

Скромне обдарування Фельтена спонукало останнього часто звертатися до уславлених зразків. Він звертався до них як в початковий період навчання, так і в десятиліття самостійної будівельної практики. У 1749 році він створив проєкт церкви, перекопіювавши твір архітектора П'єтро Антоніо Трезіні, спростивши деталі і оздоби.
У 18 столітті мали широке розповсюдження «архітектурні увражі», тобто альбоми зразків. Ними часто користувалися як модними зразками чи типовими проєктами архітектори — аматори, архітектори — кріпаки. Копіювали і пристосовували до тогочасних вимог усе — від проєктів паркових павільйонів і невеличких палаців до фігурних металевих огорож і парканів. Коли імператриця Катерина ІІ оприлюднила наказ про створення металевого паркану для Літнього саду в Санкт-Петербурзі, Фельтен скопіював малюнок риштування француза Даніеля Моро з архітектурного увражу, трохи його спростивши. Він і стане уславленим зразком, практичне виконання якого реалізував росіянин Петро Єгоров. Для Чесменського палацу Катерини ІІ (Подорожній палац на Московському тракті) за зразок взято англійський палац Лонгфорд або замок Інверарі. Віддаленість скопійованого зразка лише збільшувала вартість споруди Фельтена.
В 20 столітті вироблені інші критерії і оцінки творчості попередніх митців, ніж у 18 ст. Поціновують саме оригінальність, неповторність задуму, проєкту і його втілення. Скромне обдарування Фельтена пасе задніх навіть у порівнянні з небагатою творчою фантазією Старова Івана Єгоровича чи Валлєн Деламота. Тому на перші місця в оцінках митців — сучасників Фельтена виходять -
- Вартоломей Растреллі
- Антоніо Рінальді
- Ухтомський Дмитро Васильович
- Чевакинський Савва Іванович
- Кокорінов Олександр Філіпович
- Баженов Василь Іванович
- Старов Іван Єгорович
- Джакомо Кваренгі
- Чарльз Камерон, артистично — архітектурна діяльність і кар'єра яких була куди як менш вдала чи спокійна, ніж у Фельтена. Його практична архітектурна діяльність скоротилася у 1772 р. і через викладацьку практику. Він працює, впливає на містобудівні проєкти, стає головним інспектором Контори з будівництва.

Його споруди в свою чергу копіюють в імперії як пов'язані вже не зі зразками у Шотландії чи Англії, а як зразки архітектури імператриці Катерини ІІ. Середньовічно-фантазійні форми Чесменського палацу імператриці повторені в садибі Нікольське дворян Межакових (Вологодська губернія). А Чесменська церква повторена в садибних церквах Посадніково О. Д. Ланського, фаворита імператриці (зруйновано) та дворян Полторацьких.

## Фельтенівська архітектура малих форм
Чільне місце в творчості архітектора займає архітектура малих форм. Це перш за все проєкти кам'яних набережних Санкт-Петербургу і проєкти паркових споруд в стилях шинуазрі, туркоманія, псевдоготика. Серед реалізованих — Вежа — руїна в пейзажному парку (Царське Село).

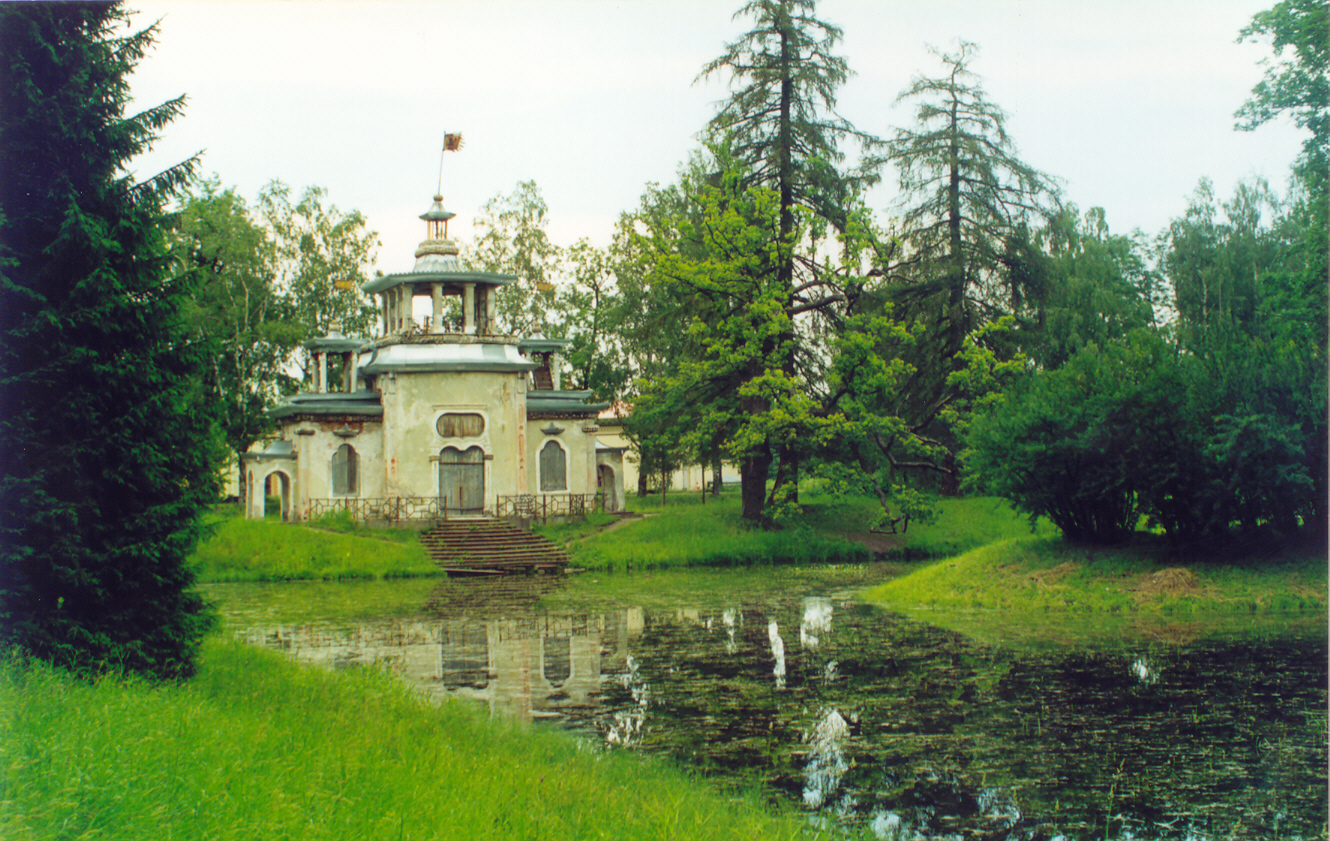
Павільйон в стилі шинуазрі. Царське Село
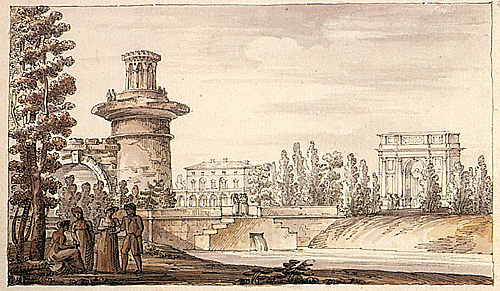
Вежа - руїна в пейзажному парку ( Царське Село ).
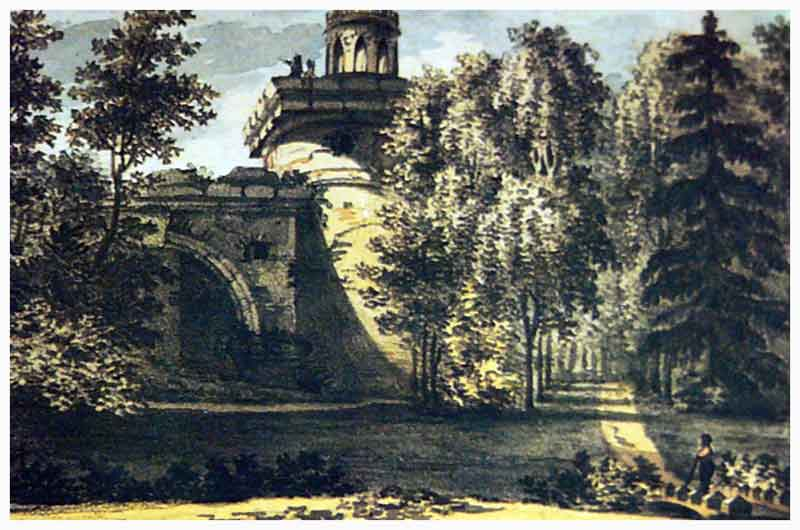
Вежа - руїна у 1820-ті рр.
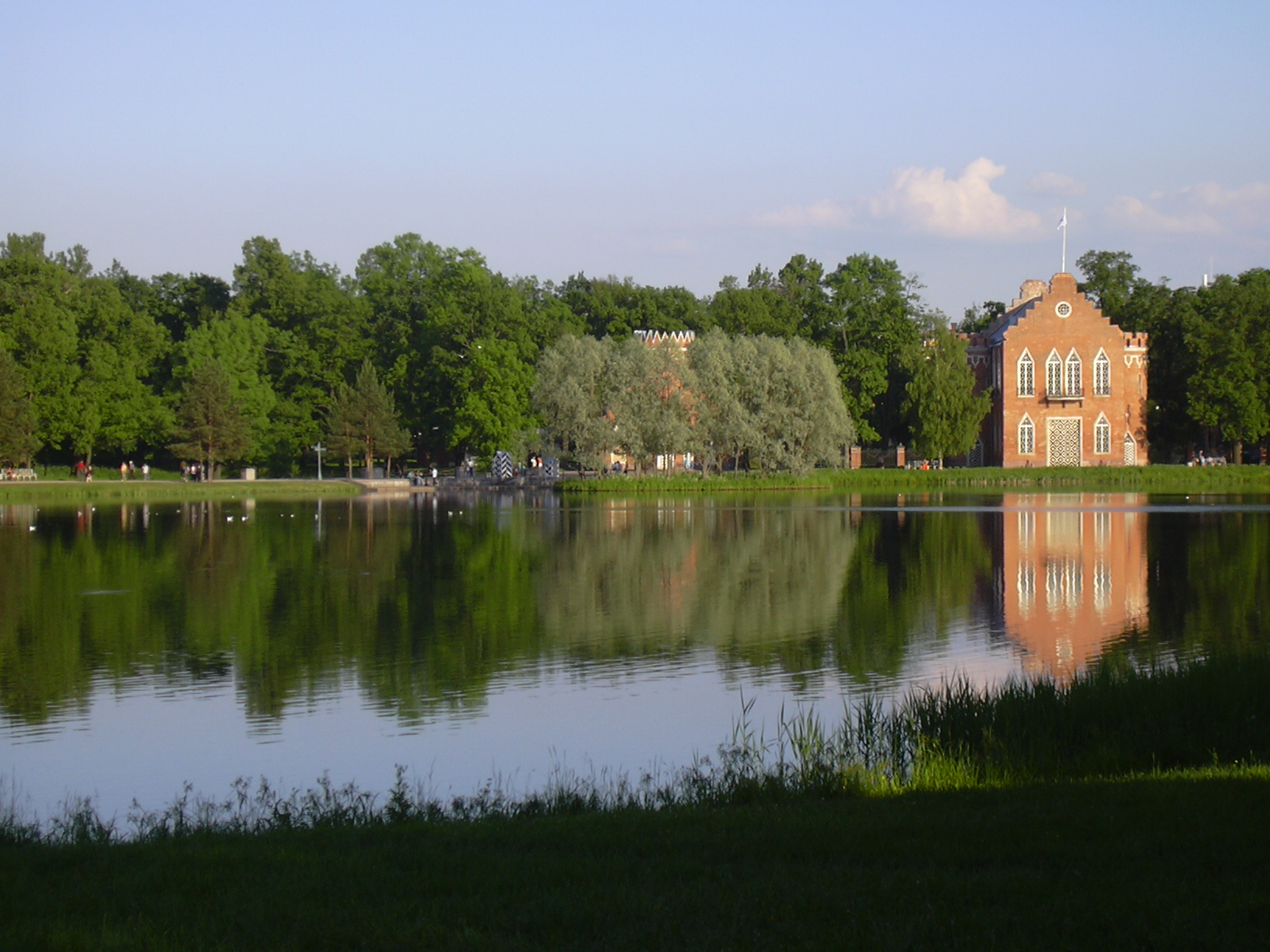
Ставок в парку.Царське Село

## Викладацька діяльність

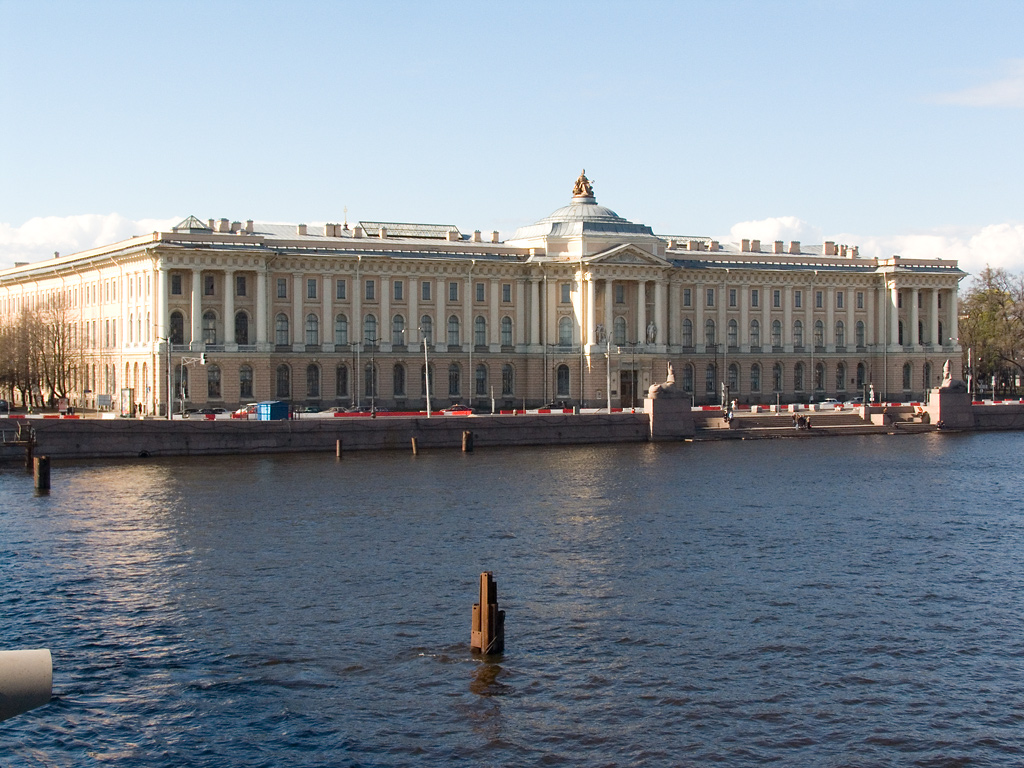
Будинок Академії мистецтв (1764—89), архітектори Ж. Б. Валлен-Деламот і А. Ф. Кокоринов.

Катерина ІІ розчарувалася в діяльності Валлєн Деламота і той, прихопивши зароблені гроші, відбув у Францію. Його посаду викладача поспіхом передають Фельтену. З 1772 р. він почав викладацьку практику в Імператорській Академії мистецтв. Фельтен вів архітектурний клас. Йому не пощастило на багато обдарованих учнів, серед яких не було «великих імен». Правда, у нього навчався Захаров Андреян Дмитрович, але вплив Фельтена на особистість Захарова був незначним, бо вчитель не мав ні масштабу обдарування Растреллі, Кокорінова чи Антоніо Рінальді, ні їх творчої потужності.

## Вибрані твори

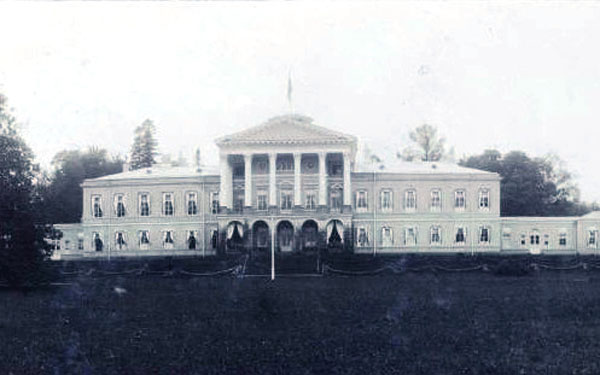
Садиба Ропша до 1917 р.

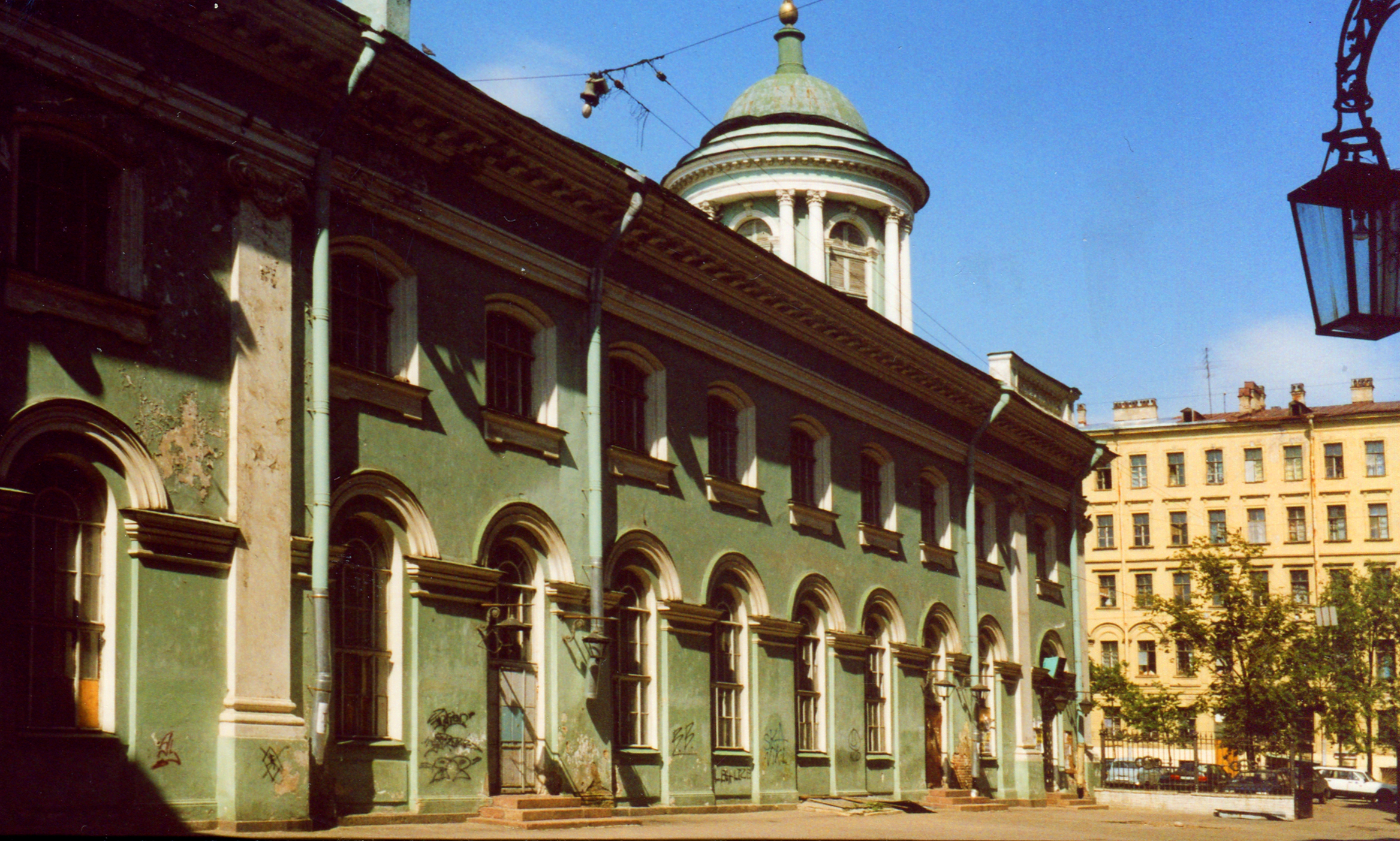
Лютеранська кірха Св. Анни, Петербург

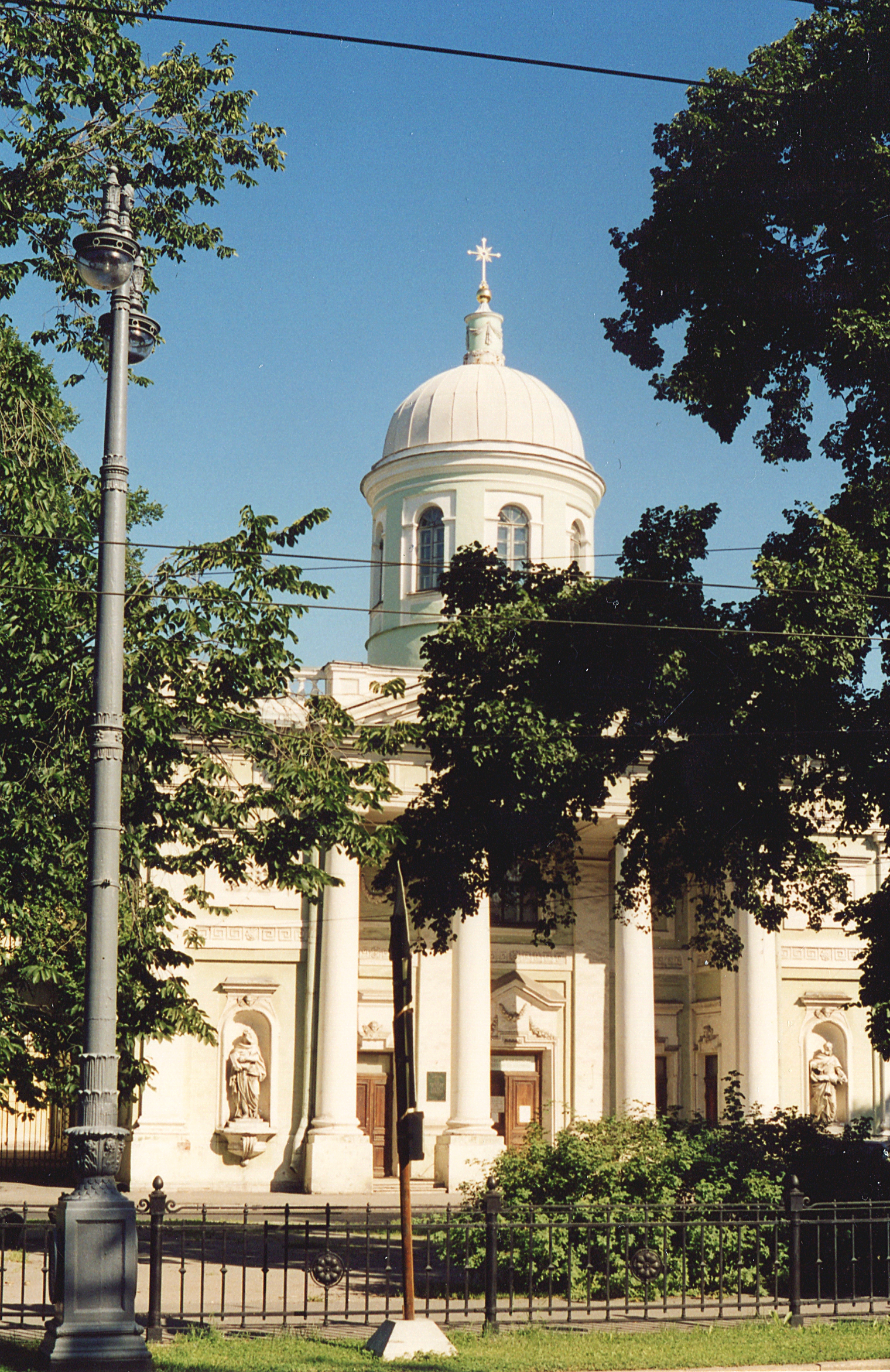
Лютеранська кірха Св. Катерини, Петербург

- Чесменський палац Катерини ІІ (Подорожній палац на Московському тракті)
- Чесменська церква
- Малий Ермітаж поряд з Зимовим палацом
- Китайська зала в стилі шинуазрі Зубовського корпусу (Царське Село)
- Палац Я. Брюса (зруйновано)
- Палац В. Глазова, капітана (зруйновано)
- Палац О. Д. Ланського, фаворита імператриці (зруйновано)
- Манеж (зруйновано)
- кам'яна набережна Сенатської площі з пандусами до Неви
- Вежа-руїна в парку Царського Села
- Декор Чесменської зали палацу в Петергофі
- Училище для міщанських дівиць (навчальний заклад для дівчат міщанського стану)
- Споруда Ломбарду, Мільйонна вулиця Петербургу (зруйновано)
- лютеранська церква Св. Анни для Петербургу - схожа на Архангело-Михайлівську церкву в селищі Бабаї на Харківщині
- церква Св. Катерини для Петербургу
- Кам'яноостровська церква для Петербургу
- Вірменська церква для Петербургу
- церква Св. Апостолів Петра і Павла, місто Виборг
- Проєкт Виховального закладу для Москви (будував арх. Бланк Карл Іванович)
- Гранильна майстерня, Петергоф
- Паперова фабрика, садиба Ропша (зруйновано)
- Будинок вельможі М. І. Паніна (зруйновано)
- Будинок вельможі О. Л. Наришкіна (зруйновано)
- Будинок вельможі І. І. Бецького (зруйновано)
- власний триповерховий Будинок для себе (зруйновано)
- добудова грандіозної споруди Академії трьох вільних мистецтв(після смерті Кокорінова О. Ф.)

## Джерела

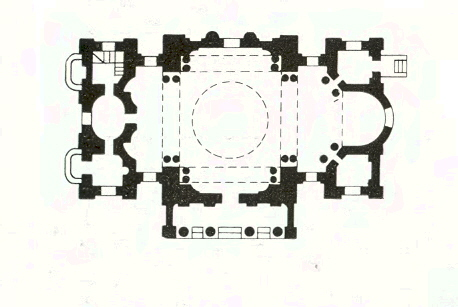
Юрій Фельтен. План ц-ви Св. Катерини (Вірменська церква на Невському пр.)